# Pensão alimentícia
Pensão alimentícia é a quantia fixada pelo juiz e a ser atendida pelo responsável (pensioneiro), para manutenção dos filhos e/ou do outro cônjuge. Há diversidade entre a conceituação jurídica e a noção vulgar de "alimentos". Compreendendo-os em sentido amplo, o direito insere no valor semântico do vocabulário uma abrangência maior, para estendê-lo, além da acepção fisiológica, a tudo mais necessário à manutenção individual: sustento, habitação, vestuário e terapia.
A Constituição Federal e o Código Civil brasileiros afirmam que o dever de pagar a pensão alimentícia é da família, ou seja, dos pais (pai e da mãe), em primeiro lugar, mas na ausência de um deles pode ser atendida por outro parente mais próximo como avós.
Para a concessão da pensão alimentícia o juiz deve observar a existência do trinômio necessidade (de quem pede), possibilidade (de quem pagará) e a proporcionalidade entre os dois requisitos.

## Alimentos entre cônjuges no Brasil
De acordo com o disposto no art. 1566, III, do Código Civil, os cônjuges devem-se mútua assistência. Daí o direito a alimentos, embora a expressão “mútua assistência” não se refira somente aos alimentos. O Código Civil de 1916, todavia, não continha dispositivo algum referente a alimentos entre cônjuges, pois a disciplina dos arts. 396 a 405 dirigia-se ao parentesco. O Código Civil de 2002 trouxe os arts. 1.702, 1.703 e 1.704 para enfrentar situações de alimentos no desfazimento da sociedade conjugal.
Significativa inovação trouxe o Código Civil de 2002 também ao prever a fixação de alimentos na dissolução litigiosa da sociedade conjugal mesmo em favor do cônjuge declarado culpado, se deles vier a necessitar e não tiver parentes em condição de prestá-los, nem aptidão para o trabalho, limitando-se, todavia, a pensão ao indispensável à sobrevivência deste (art. 1.704, parágrafo único).
O cônjuge inocente e desprovido de recursos, entretanto, terá direito à pensão, a ser paga pelo outro, fixada com obediência aos critérios estabelecidos no art. 1694 e destinada, portanto, a proporcionar-lhe um modo de vida compatível com a sua condição social, inclusive para atender às necessidades de sua educação, e não apenas para suprir o indispensável à sua subsistência (art. 1702). Mas se o credor de alimentos tiver comportamento indigno ou desonroso em relação ao devedor, ofendendo-o em sua integridade física ou psíquica, expondo-o a situações humilhantes ou vexatórias, atingindo-o em sua honra e boa fama, em razão de injúria, difamação ou calúnia, praticando contra ele qualquer ato arrolado nos arts. 1.814 e 557 do Código Civil (aplicáveis por analogia); passar a viver em união estável, concubinato ou se casar novamente perderá os alimentos, exonerando o devedor; logo, não terá extinto o direito à pensão alimentícia se tiver mera ligação ocasional, mantendo relações sexuais com outra pessoa, porque inexiste o dever de fidelidade. Se cessar o concubinato, há julgados que entendem que se restaurará a pensão alimentícia e outros que consideram que não mais se revigorará.
Vale ressaltar que, conforme o art. 1708 do Código Civil, caso o credor se case, viva em união estável ou concubinato, a obrigação alimentar cessa, tanto em relação aos seus benefícios diretos como os indiretos, ocorrendo este último quando o tal benefício concedido pelo alimentante é apenas reflexo quanto à pessoa dos filhos.
Como afirma Sílvio Venosa, “com a igualdade de direitos entre os cônjuges, estabelecida no ordenamento constitucional, nada obsta, perante os pressupostos legais, que o homem venha a pedir alimentos à mulher. Ocorre, porém, na maioria das vezes, caber ao varão suprir a maior parte das necessidades do lar”. Nem sempre, no entanto, a mulher será a parte mais fraca economicamente na relação conjugal. Não subsiste o direito alimentar se ambos os cônjuges desfrutam de igual situação financeira. Perante a equivalência de posição jurídica do marido e da mulher, todos os deveres e direitos que se analisam aplicam-se reciprocamente a ambos.
No que se trata sobre alimentos entre ex-cônjuges, o atual posicionamento do Superior Tribunal de Justiça, advindo com o Informativo 24, é de uma inovação jurisprudencial impulsionada pela mudança do papel da mulher na sociedade atual. O STJ aponta para o caráter excepcional da obrigação preceituada no Art. 1694 do Código Civil que estabelece a obrigação recíproca dos cônjuges, companheiros e parentes de prestar alimentos.
Anteriormente, a fixação de alimentos, especialmente em favor da mulher, era a regra nos processos de dissolução da sociedade conjugal. No entanto, o Tribunal Superior tem firmado entendimento de os alimentos entre cônjuges serem assegurados apenas em situações pontuais, tendo, portanto, caráter excepcional e temporário.
Hodiernamente, a fixação de alimentos depende de comprovação da sua efetiva necessidade, sendo fixados por tempo determinado necessário para recolocação do alimentando no mercado de trabalho para que possa suprir seu próprio sustento. Tal mudança de posicionamento se fundamenta na preocupação dos julgadores em repelir a inércia laboral e o comodismo financeiro em detrimento do outro cônjuge. É possível, entretanto, a existência de alimentos perenes. Sua ocorrência depende do caráter permanente ou da incapacidade para trabalhar do alimentando, ou da sua impossibilidade de se inserir no mercado de trabalho. (Vide REsp 1205408 / RJ)
A razoabilidade, idade, condição pessoal e formação profissional são elementos extremamente importantes para fixação do prazo para que o cônjuge consiga se restabelecer socioeconomicamente. Se dessa análise for concluído que o alimentando apresenta idade, condições e formação profissional que lhe proporcionem uma provável inserção ou reinserção no mercado de trabalho, o prazo fixado será aquele considerado suficiente para que o credor possa restabelecer seu provento e estabilidade financeira. Ideal, ainda, é que tal pensão seja auferida de modo a servir como um elemento motivador, a fim de que estimule o alimentando a buscar seu próprio sustento e não permita a sua acomodação. (Vide REsp 1.025.76/ MG).
Vale ressaltar que, se dentro desse prazo, o alimentando alcançar independência financeira ou formar novo relacionamento, o recebimento indevido dos alimentos caracteriza enriquecimento ilícito, podendo ser extinta a obrigação através da Ação de Exoneração de Alimentos. A sentença que decreta tal exoneração não retroage à data da citação, incidindo somente a partir do trânsito em julgado da decisão (à exceção, evidentemente, dos casos nos quais há liminar ou antecipação de tutela liberando o alimentando a obrigação de pagar).
De acordo com o que dispõe o art. 1.709, o novo casamento do devedor de alimentos não altera sua obrigação constante da sentença de divórcio, embora o quantum da prestação possa ser suscetível de redução se, em razão dos encargos assumidos com a nova união, sofreu diminuição em sua capacidade financeira; o mesmo, por analogia, se poderá dizer se ele passar a viver em concubinato ou união estável.
Assim, embora a mudança de situação econômica do alimentante ou do alimentado possa causar, em último caso, a exoneração, tal modificação pode acarretar tão somente a alteração do encargo (art. 1699, do Código Civil). Nas palavras de Caio Mário Pereira da Silva “se a situação do alimentante ou do alimentado mudar de tal modo que o primeiro não os possa prestar, ou não os suporte no quantitativo determinado; ou se o alimentado mudar melhorar as condições, poderá o juiz exonerar o devedor ou reduzir o encargo. Reversamente, se o credor de alimentos vier a necessitar de reforço da prestação, e o devedor o suportar, pode o suprimento ser agravado”. Assim, caberá ao interessado ingressar em juízo com ação própria de revisão de cláusula de pensão.
Nesse mesmo sentido verifica-se as seguintes decisões do STJ: REsp 933355, REsp 1205408, REsp 1188399, REsp 886537, REsp 1087164, REsp 1143762, REsp 1025769, RHC 21514.
Há de destacar, contudo, a figura dos alimentos compensatórios, que vem gradativamente ganhando espaço na doutrina e jurisprudência pátrias. Tal obrigação consiste no pagamento de alimentos àquele cônjuge (trabalhador ou não) que pode sofrer significativa queda no seu padrão de vida quando da separação, visto que o outro cônjuge era melhor remunerado. A incidência desse tipo de pensão é maior nos casos em que um dos casados (geralmente a mulher) se dedicou exclusivamente ao lar e à família e, por isso, não apresenta renda própria nem independência financeira.
Apesar de a falta do exercício da ação de cobrança das prestações vencidas e não pagas não importar em exoneração automática, tal fato pode ser um forte indício de que o credor não mais apresenta necessidades alimentares, pesando quando da apreciação da lide e da posterior decretação de sentença. Sobre essa questão, vide o HC 187.202.
De acordo com lição de Sílvio Venosa, “não impede o pedido de alimentos o fato de o casal estar habitando sob o mesmo teto, desde que se demonstre que um dos cônjuges não está sendo devidamente suprido pelo outro das necessidades de subsistência, embora esta não seja opinião unânime”. A situação, se não é comum, não é cerebrina. Os dramas na convivência conjugal vão muito além dos esquemas jurídicos. Ademais, não é necessária a separação judicial, também, para que se requeiram alimentos. Os separados de fato podem fazê-lo.
Se culpados ambos os cônjuges, não é justo, em princípio, que seja mantido o dever de alimentar. No entanto, como a nova legislação permite a percepção de alimentos necessários até mesmo na hipótese de culpa exclusiva do alimentando, não é de se negar a percepção dos alimentos mínimos nessa hipótese de culpa concorrente. Reitere-se que a insistência do legislador em mencionar culpa na separação conjugal conflita com a doutrina e a tendência das modernas legislações.
Quanto à possibilidade de renúncia ao direito de alimentos por parte do cônjuge, os termos aparentemente peremptórios do art. 1.707 do Código Civil podem não pôr termo à questão. O Projeto n.º 6.960 tentou modificar a redação do art. 1.707 para permitir a renúncia dos alimentos entre os cônjuges. Não se confunde, no entanto, a renúncia aos alimentos, que é definitiva, com sua dispensa, que é temporária. Os caminhos jurisprudenciais parecem indicar novamente que a renúncia de alimentos entre ex-cônjuges é peremptória e definitiva. Como está na exposição de motivos do futuro Estatuto das Famílias, a irrenunciabilidade dos alimentos foi limitada ao parentesco, abandonando-se a ideia de valorar a culpa do rompimento das relações afetivas, o que em nada melhora os direitos das famílias.
Assim, embora a legislação não preveja expressamente, é possível a renúncia de alimentos entre adultos (ex-cônjuges ou ex-conviventes),conforme pacificado jurisprudencialmente. Dessa forma, abdica do direito à pensão alimentícia aquele que a renunciar de forma expressa em acordo de separação no qual a divisão de bens é equilibrada e razoável (vide REsp 1.143.762).
Importante ressaltar que, conforme o art. 1694, do Código Civil, o direito de pedir alimentos é recíproco também entre os conviventes com base na consagração que o diploma de 2002 deu à figura da União Estável como entidade familiar (art. 1723, CC), ante o seu reconhecimento constitucional (art. 226, § 3.º, da Constituição Federal). A Lei 9278/96, em seu art. 7.º, determina que a assistência material, a título de alimentos, deverá ser prestada por um dos conviventes ao outro que necessitar.
Questão relevante hodiernamente é a obrigação alimentar nas uniões homoafetivas. Os tribunais divergiam quanto ao deferimento de alimentos ao companheiro quando do relacionamento entre pessoas do mesmo sexo. Em 2011, entretanto, com a histórica decisão do STF que reconheceu a união estável homoafetiva (ADI 4.227/DF e ADPF 132, Rel. Min Ayres Britto, 04 e 05.05.2011), restou pacificado o entendimento de que a pensão alimentícia deve ser deferida ao companheiro homoafetivo.
Como se pôde observar, o casamento e a união estável, por si sós, não implicam dever de alimentar. Em qualquer situação, devem ser provados a necessidade e os demais requisitos dessa obrigação. Não há que entender os alimentos como uma singela indenização ao cônjuge inocente. Deve ser afastada essa ideia, ainda defendida por alguns.
No divórcio e na separação consensual, a petição indicará o valor da pensão, bem como poderá indicar garantias para o cumprimento da obrigação. No caso de divórcio decorrente da separação judicial, conforme o art. 26 da Lei do Divórcio, o cônjuge que teve a iniciativa da separação, nos casos dos §§ 1.º e 2.º do art. 5.º, da Lei do Divórcio, continuará com o dever de assistência ao outro.
Quando se trata de conversão em divórcio, na forma consensual, podem os cônjuges manter ou alterar as condições preestabelecidas para os alimentos. Há entendimento de que os alimentos não podem ser requeridos nessa modalidade de divórcio ou após sua decretação, se não estabelecidos anteriormente, porque a obrigação cessa definitivamente com o divórcio e a consequente ruptura do vínculo. Em se tratando de conversão litigiosa, o entendimento é no sentido de que não pode ser cumulada com pedido de majoração, redução ou exoneração do dever alimentar. Nessa hipótese, a matéria da contestação é limitada.
Com relação ao filho menor ou incapaz, a prestação de alimentos consiste em fator de grande relevância no tocante à sobrevivência deste, estando, assim, intimamente relacionada com os direitos e garantias fundamentais previstos em Constituição, como o direito à vida e dignidade humana. Com base nisso, a doutrina e a jurisprudência tem se posicionado de forma a conceder aos filhos decorrentes de filiação socioafetiva iguais direitos à prestação. A conceituação de filiação socioafetiva não se esgota no instituto da adoção ou registro do nome dos adotantes no registro de nascimento da criança, mas sim, na posse de estado de filho, ou seja, no vínculo de afeto existente entre a criança e aqueles responsáveis por sua criação. José Bernardo Ramos Boeira conceitua a posse de estado de filho como “uma relação afetiva, íntima e duradoura, caracterizada pela reputação frente a terceiros como se filho fosse, e pelo tratamento existente na relação paterno-filial, em que há o chamamento de filho e a aceitação do chamamento de pai” (BOEIRA apud SENA, 2011). A fixação dos alimentos na situação em tela visa à proteção dos vulneráveis à volatilidade das relações conjugais modernas, de modo que, não pode um dos pais, ao fim do relacionamento, se negar a prestar amparo aos filhos alegando não ser o genitor, como expõe a acadêmica Suyane Lara Lopes Paes Landim Sena: ”reconhecida a filiação socioafetiva decorrente da posse do estado de filho, já que não deve haver discriminação relativa à filiação, todos os filhos, independente de sua origem, devem ser tratados igualmente, sendo cabível ao filho socioafetivo, portanto, tudo aquilo que também cabe às outras espécies de filiação, inclusive, a possibilidade do recebimento de pensão alimentícia pelo pai afetivo” (SENA, 2011).

## Alimentos entre cônjuges em Portugal
A partir da Lei 61/2008, de 31 de Outubro, o tema dos alimentos entre ex-cônjuges sofreu profundas alterações. Doravante, cada um dos ex-cônjuges passa a providenciar o seu próprio sustento. Só em situações excepcionais haverá lugar ao pagamento de uma pensão de alimentos.
Atualmente, o regime é substancialmente diferente. Na verdade, entende-se agora que cada membro do casal deverá prover ao seu próprio sustento, pelo que só existirá lugar ao pagamento de pensão de alimentos à ex-mulher ou ex-marido nalgumas circunstâncias "as situações em que haverá lugar ao pagamento de uma pensão de alimentos ao ex-cônjuge serão relativamente excecionais e prendem-se com a impossibilidade de obtenção de rendimentos por parte de um dos membros do casal, designadamente por motivos de saúde ou idade avançada. Depois, é necessário que o outro cônjuge reúna as condições para pagar a pensão, sendo certo que pensões pagas aos filhos têm prevalência, e que seja razoável, em concreto, impor-lhe tal obrigação".
Acresce que, mesmo que haja lugar a uma pensão de alimentos, o respetivo quantitativo não tem já por objeto garantir ao beneficiário o mesmo nível de vida que tinha durante o casamento. Pelo contrário, o montante dos alimentos será apenas o necessário para que o beneficiário possa satisfazer as suas necessidades básicas até encontrar uma ocupação profissional. O montante da pensão de alimentos é determinado pelo juiz após ponderação das circunstâncias do obrigado a alimentos e do beneficiário da prestação.